# SV 08 Laufenburg
Der Sportverein 08 Laufenburg e. V. (kurz SV 08 Laufenburg) ist ein Sportverein aus Laufenburg (Baden) im Landkreis Waldshut im Süden Baden-Württembergs. Der Verein besitzt Abteilungen für Fußball und Gewichtheben. Die erste Fußballmannschaft spielte von 1973 bis 1975 in der 1. Amateurliga Südbaden. Ferner gehört der Verein zu den Pionieren des Alt-Herren-Fußballs.
Zu den größten sportlichen Erfolgen der Jugendabteilung zählt der Aufstieg der B-Junioren in die Oberliga Baden Württemberg im Jahre 2008, aus der das Team aber nach einem Jahr Zugehörigkeit wieder abgestiegen war. Seit 2019 ist der Jugendfußball ausgegliedert und gehört seither dem neu gegründeten JFV Region Laufenburg an.

## Geschichte
Der Verein wurde 1908 als FSV Laufenburg gegründet. Im Jahre 1946 erfolgte die Wiedergründung als Sportvereinigung Laufenburg. Den heutigen Namen SV 08 Laufenburg trägt der Verein seit 1951.
Bis 1971 spielte der SV 08 in den Spielklassen des Bezirks Oberrhein. Am Ende der Spielzeit 1970/71 stieg der Verein als Meister der A-Klasse Oberrhein in die 2. Amateurliga Südbaden Staffel II auf. Der Vizemeisterschaft in der ersten Spielzeit folgte ein Jahr später 1973 der Aufstieg in die 1. Amateurliga Südbaden, wo man gegen namhafte Vereine wie den SC Freiburg oder den Offenburger FV spielte. Nach zwei Spielzeiten in der damals höchsten Amateurklasse erfolgte im Jahr 1975 der Abstieg.
In den folgenden Jahren war der Verein Stammgast in der 2. Amateurliga, der heutigen Landesliga Südbaden. Im Jahr 1992 gelang als Vizemeister über die Aufstiegsrunde erneut der Sprung in die höchste Spielklasse in Südbaden, die 1978 in Verbandsliga umbenannt wurde. Dieses Mal hielt man sich dort vier Spielzeiten, ehe 1996 der erneute Abstieg folgte.
Dank der Meisterschaft in der Landesliga Südbaden Staffel 2 gab es 1999/2000 ein weiteres kurzes Gastspiel in der Verbandsliga Südbaden. Dem Abstieg folgt 2002 der direkt Wiederaufstieg wieder über die Runde der Landesliga-Vizemeister. Die Laufenburger spielten dann weitere drei Jahre in der Verbandsliga aus der sie 2005 abstiegen. Nach der Spielzeit 2008/09 musste sich der SV 08 nach einem sehr umstrittenen 15 Punkteabzug erstmals seit 48 Jahren aus dem überbezirklichen Fußball verabschieden und mit der Bezirksliga Hochrhein Vorlieb nehmen.
Nach vier Jahren Bezirksliga Hochrhein kehrte die 1. Mannschaft wieder in die Landesliga zurück. Nach weiteren vier Jahren stieg der SV 08 noch einmal in die Bezirksliga ab, aus der er sich diesmal aber nach nur zwei Spielzeiten wieder verabschieden durfte. Seit 2019 ist der SV 08 Laufenburg wieder in der Landesliga Südbaden vertreten und belegt zum Ende der Saison 2023/2024 Platz 2. In der Relegation der 2. besiegte man den 1. SV Mörsch, scheiterte jedoch mit 1:4 klar am ESV Südstern Singen und verpasste so den Aufstieg knapp.

## Statistik
Der SV 08 Laufenburg in der obersten südbadischen Spielklasse:
| Spielzeit | Spielklasse                     | Platz | Spiele | Siege | Unentschieden | Niederlagen | Tore   | Punkte |
| --------- | ------------------------------- | ----- | ------ | ----- | ------------- | ----------- | ------ | ------ |
| 1973/74   | 1. Amateurliga Südbaden         | 13.   | 30     | 07    | 07            | 16          | 44:64  | 21:39  |
| 1974/75   | 1. Amateurliga Südbaden         | 17.   | 38     | 09    | 10            | 19          | 45:79  | 28:48  |
|           |                                 |       |        |       |               |             |        |        |
| 1992/93   | Verbandsliga Südbaden           | 07.   | 30     | 11    | 11            | 08          | 39:36  | 33:27  |
| 1993/94   | Verbandsliga Südbaden           | 04.   | 30     | 11    | 12            | 07          | 47:40  | 34:26  |
| 1994/95   | Verbandsliga Südbaden           | 07.   | 30     | 14    | 03            | 13          | 56:48  | 31:29  |
| 1995/96   | Verbandsliga Südbaden           | 14.   | 32     | 08    | 09            | 15          | 42:59  | 33     |
|           |                                 |       |        |       |               |             |        |        |
| 1999/00   | Verbandsliga Südbaden           | 14.   | 30     | 06    | 10            | 14          | 42:62  | 28     |
|           |                                 |       |        |       |               |             |        |        |
| 2002/03   | Verbandsliga Südbaden           | 12.   | 30     | 08    | 10            | 12          | 39:46  | 34     |
| 2003/04   | Verbandsliga Südbaden           | 11.   | 32     | 11    | 06            | 15          | 45:52  | 39     |
| 2004/05   | Verbandsliga Südbaden           | 16.   | 30     | 02    | 08            | 20          | 34:77  | 14     |
|           |                                 |       |        |       |               |             |        |        |
| 2009/10   | Bezirksliga Hochrhein           | 13.   | 34     | 12    | 10            | 12          | 46:56  | 46:46  |
| 2010/11   | Bezirksliga Hochrhein           | 4.    | 30     | 13    | 9             | 8           | 53:34  | 48:33  |
| 2011/12   | Bezirksliga Hochrhein           | 5.    | 32     | 17    | 4             | 11          | 70:52  | 55:37  |
| 2012/13   | Bezirksliga Hochrhein           | 1.    | 30     | 25    | 4             | 1           | 99:33  | 79:7   |
| 2013/14   | Landesliga Südbaden - Staffel 2 | 4.    | 30     | 16    | 7             | 7           | 65:40  | 55:28  |
| 2014/15   | Landesliga Südbaden - Staffel 2 | 6.    | 32     | 15    | 6             | 11          | 73:66  | 51:39  |
| 2015/16   | Landesliga Südbaden - Staffel 2 | 10.   | 30     | 11    | 6             | 13          | 60:63  | 39:45  |
| 2016/17   | Landesliga Südbaden - Staffel 2 | 14.   | 30     | 8     | 4             | 18          | 52:63  | 28:58  |
| 2017/18   | Bezirksliga Hochrhein           | 2.    | 32     | 21    | 2             | 9           | 94:57  | 65:29  |
| 2018/19   | Bezirksliga Hochrhein           | 1.    | 30     | 24    | 3             | 3           | 129:43 | 75:12  |
| 2019/20   | Landesliga Südbaden - Staffel 2 | 2.    | 19     | 13    | 4             | 2           | 65:32  | 43     |
| 2020/21   | Landesliga Südbaden - Staffel 2 | 5.    | 10     | 4     | 2             | 4           | 28:15  | 14     |
| 2021/22   | Landesliga Südbaden - Staffel 2 | 6.    | 32     | 12    | 10            | 10          | 63:59  | 46     |
| 2022/23   | Landesliga Südbaden -Staffel 2  | 6.    | 30     | 13    | 7             | 10          | 82:55  | 46     |

## Bekannte Spieler
- Squipon Bektasi (SC Freiburg)
- Peter Bernauer (FC Basel)
- Johannes Flum (SC Freiburg, Eintracht Frankfurt, FC St. Pauli)
- Varol Tasar (FC Aarau, Servette FC)

## Gewichtheben
Die Abteilung für Gewichtheben und Kraftsport wurde 1968 gegründet. Die C-Junioren waren 1996 Zweiter bei den deutschen Meisterschaften.